# British Rail Class 376
British Rail Class 376 "Electrostar" - typ elektrycznych zespołów trakcyjnych, produkowanych przez zakłady w Derby, należące do firmy Bombardier Transportation. Klasa ta wchodzi w skład rodziny pociągów Electrostar (inne jednostki z tej rodziny to British Rail Class 357, British Rail Class 375 i British Rail Class 377). Obecnie jedynym przewoźnikiem eksploatującym tego typu pociągi jest firma Southeastern, posiadająca 36 zestawów. 